# Sascha Bendiks
Sascha Bendiks (* 22. Juni 1968 in Freiburg im Breisgau) ist ein deutscher Sänger, Musiker, Liedermacher und Komponist.

## Leben
Bendiks wuchs in Villingen-Schwenningen im Schwarzwald auf. Er studierte Sport, Geographie und Englisch für das Lehramt an Gymnasien an der Universität Freiburg. Nebenbei stand er als Sänger und Keyboarder in verschiedenen Formationen auf der Bühne. Mit der Band Mitho Kanywa gewann er 1994 den Big Deal des Musikmagazins Soundcheck, den Baden-Württembergischen Rockpreis und den Deutschen Rockpreis.
1996 schloss er sein Studium mit dem ersten Staatsexamen ab, um sich fortan ausschließlich der Musik zu widmen.
Bendiks verdingte sich als Barpianist, Songschreiber, Komponist für Werbung, Theater und Schlager, Liedtexter, Sprecher für Hörbuchproduktionen und als Live- und Studiomusiker für verschiedene Produktionen von Hard Rock bis Volksmusik.
Bendiks arbeitete an verschiedenen Theatern, übernahm musikalische Leitungen bei verschiedenen Produktionen im In- und Ausland und stand oft selbst als Schauspieler mit auf der Bühne. 
2023 erschien sein hochgelobtes Album "Leichtes Gepäck" mit ausschließlich eigenen Songs bei Timezone-Records. Die Tour dazu dauert an.

## Bühnenprogramme
- 2000: Schnulzen in Moll (Sascha Bendiks & Die halbe Wahrheit)
- 2003: Flaschendrehen (Jess Jochimsen und Sascha Bendiks)
- 2005: Vier Kerzen für ein Hallelujah (Jess Jochimsen und Sascha Bendiks)
- 2007: Das wird jetzt ein bisschen weh tun (Jess Jochimsen und Sascha Bendiks)
- 2008: In Teufels Küche — Hardrock Variationen in es-Moll für Klavier und Akkordeon (Simon Höneß am Klavier)
- 2010: W.A.I.T.S. (mit Schroeder)
- 2013: Die halbe Wahrheit — Lieder, Lügen, Rock'n'Roll (mit Tobias Schwab)
- 2017: In Teufels Küche — Hardrock Variationen in es-Moll für Klavier und Akkordeon TEIL 2 (Simon Höneß am Klavier)
- 2022: Leichtes Gepäck — Solo

## Diskografie
- 2003: Flaschendrehen (mit Jess Jochimsen)
- 2006: Die halbe Wahrheit — Sascha Bendiks (mit Band, Josef Piek, Alexander Paeffgen, Paul Harriman, Bert Smaak)
- 2007: Das wird jetzt ein bisschen weh tun (mit Jess Jochimsen)
- 2009: Hardrock Variationen in es-Moll für Klavier und Akkordeon (Simon Höneß am Klavier)
- 2023: Leichtes Gepäck — Sascha Bendiks

## Auszeichnungen
- 1994: Deutscher Rockpreis
- 2008: St. Ingberter Pfanne (Jurypreis)
- 2013: Kleinkunstpreis Baden-Württemberg (Hauptpreis)